# Плесна (Хмельницкая область)
Плесна (укр. Плесна) — село в Шепетовском районе Хмельницкой области Украины.
Население по переписи 2015 года составляло 868 человек. Почтовый индекс — 30421. Телефонный код — 3840. Занимает площадь 0,185 км². Код КОАТУУ — 6825585801.

## Местный совет
30421, Хмельницкая обл., Шепетовский р-н, с. Плесна, ул. Ленина, 27